# Odklopnik
Odklopnik je vrsta stikala, ki samodejno zazna preobremenitev ali kratek stik v električnem tokokrogu in prekine tokokrog. Odklopnik opravlja enako funkcijo kot talilna varovalka s to razliko, da je odklopnik za razliko od varovalke po prekinitvi tokokroga in odpravi napake možno ponovno vključiti. Poleg zagotavljanja nadtokovne zaščite lahko odklopniki s pomočjo prigrajenih modulov opravljajo tudi zaščito pred drugimi napakami, kot so prenizka napetost, izpad faze (v trifaznem sistemu) in zemeljski stik.

## Delovanje odklopnika
Vsi odklopniki delujejo na podoben način, glede na vrsto, namen in napetostno/tokovno zmogljivost se spreminja izvedba posameznih delov odklopnika. 
Odklopnik mora zaznati napako v električnem tokokrogu; ta napaka je največkrat preobremenitev ali kratek stik. Enostavnejši odklopniki (za manjše moči) imajo potrebne mehanizme za to vgrajene že v ohišju odklopnika, pri večjih odklopnikih gre lahko za ločene elemente. Pri manjših odklopnikih se za zaščito pred preobremenitvijo uporablja bimetalni sprožnik, ki se ob zadosti velikem nadtoku zaradi segrevanja ukrivi dovolj, da povzroči proženje mehanizma za razklenitev kontaktov. Za primer kratkega stika je vgrajen elektromagnetni sprožnik, kjer je elektromagnet dimenzioniran tako, da ob kratkem stiku pritegne kotvo z dovolj veliko silo, da pride do proženja mehanizma in odpiranja kontaktov. Posebnost elektromagnetnega sprožnika je, da omogoča praktično trenuten izklop. 

Večji odklopniki dostikrat uporabljajo neposredno detekcijo toka (npr. preko tokovnih transformatorjev), proženje pa uravnavajo elektronski zaščitni elementi. Pri manjših odklopnikih (npr. instalacijski odklopniki) so vrednosti prožilnih tokov fiksno določeni, nekoliko večji odklopniki imajo možnost nastavitve toka proženja (tako za preobremenitev, kot kratek stik), največji odklopniki pa imajo poleg tega tudi možnost zakasnitve izklopa, kar služi za potrebe selektivnega delovanja več zaporedno vezanih odklopnikov. 
V primeru proženja je potrebno zagotoviti čim hitrejši razmik kontaktov in prekinitev toka. Za odpiranje kontaktov poskrbijo vzmeti, ki skrbijo, da so kontakti med obratovanjem stisnjeni z dovolj veliko silo. S tem je preprečeno pregrevanje kontaktnih površin ter preveliko odbijanje in posledičnega zvarjenja kontaktov ob preklopih. Ob izklopu velikih okvarnih tokov se koristi tudi elektrodinamična sila, ki nastane kot posledica zadosti visokega toka skozi tokovodeče dele in povzroči začetek odpiranja kontaktov še pred začetkom delovanja mehanizma.
Ob prekinitvi tokokroga, ki ima tudi induktivni ali kapacitivni karakter, ob razpiranju kontaktov pride med kontakti tudi do električnega obloka, ki razvije visoko temperaturo, uničuje kontaktne površine in poveča prevodnost okoliškega medija do te mere, da kljub razprtim kontaktom tok teče dalje , kar ima lahko za posledico požar ali eksplozijo odklopnika in poškodbo opreme, ki jo ta odklopnik ščiti. Zato je potrebno poskrbeti, da oblok čim hitreje ugasne, kar se izvaja na različne načine:
- Odpiranje kontaktov v trenutku, ko tok doseže vrednost nič (v primeru izmeničnega toka) omogoča, da ob razpiranju kontaktov tok ne teče, s tem pa tudi ni nevarnosti električnega obloka. Pri omrežni frekvenci 50 Hz tok prečka ničlo vsakih 10 ms.

- Delitev obloka na več delnih oblokov se uporablja zaradi dejstva, da je napetost preko obloka približno konstantna ne glede na dolžino obloka. Velikost tega padca napetosti je odvisen od materiala na obeh straneh oblika in po navadi znese 10 ÷ 30 V. Če se oblok razdeli na več delnih oblokov, je skupna napetost obloka enaka vsoti napetosti delnih oblokov. Vsota napetosti delnih oblokov predstavlja protinapetost pritisnjeni omrežni napetosti, kar ima za posledico omejitev toka in hitrejšo ugašanje obloka. Oblok se na več delnih oblokov razbije z uporabo obločnih (deion) komor, ki sestojijo iz medsebojno izoliranih vzporedno položenih kovinskih lamel. Število rež med lamelami je tolikšno, da je vsota napetosti delnih oblokov zadosti visoka (teoretično vsaj toliko, kot je pritisnjena omrežna napetost, ali več). Zasnova kontaktov omogoča, da oblok zaradi magnetne sile zapusti kontaktno mesto in se usmeri v obločno komoro, kjer razpade na več delnih oblokov, s čimer se oblok raztegne in ohladi.

- Hlajenje obloka z zračnim curkom se uporablja za hlajenje in razpihovanje obloka, zaradi česar oblok hitreje ugasne.

- Uporaba magnetnega polja za podaljšanje obloka, zaradi česar se oblok lažje ohladi in posledično ugasne. Metoda je pogosta predvsem pri odklopnikih za enosmerni tok, pri katerem ni naravnega prehoda skozi ničlo.

- Nadomestitev zraka z drugim medijem (vakuum, olje, SF6,...), ki otežijo nastanek obloka oz. ga hladijo, če do njega pride.

Vse te tehnike pa nastanka obloka ne morejo popolnoma odpraviti, kar v kombinaciji z mehansko obrabo omeji življenjsko dobo kontaktov. Pri večjih odklopnikih je obrabljene kontaktne površine možno zamenjati, pri manjših odklopnikih pa je na koncu življenjske dobe potrebno menjati celoten odklopnik.

## Vrste odklopnikov

### Nizkonapetostni odklopniki
Nizkonapetostni odklopniki se uporabljajo do napetosti 1000 V, medij okrog kontaktov je zrak. Delijo se na:
- Miniaturne odklopnike (angl. Miniature Circuit Breaker - MCB) , ki se uporabljajo za nazivne tokove do približno 100 A, zmožni pa so izklopiti tokove do 10 kA (odvisno od izvedbe). Prožilni tok teh odklopnikov je po navadi fiksno določen in se ga ne da spreminjati. Sem sodijo npr. inštalacijski odklopniki, znani tudi pod domačim izrazom avtomatske varovalke. Delujejo na principu bimetalnega in elektromagnetnega sprožnika, vgrajenih v samo ohišje odklopnika, elektronske izvedbe so predvsem zaradi cenovnih razlogov manj pogoste.

- Kompaktne odklopnike (angl. Moulded Case Circuit Breaker - MCCB) z nazivnim tokom do nekaj kA, sposobni so izklopiti tokove več 10 kA. Njihovo prožilno karakteristiko je možno nastaviti v precej širokih mejah, poleg tega pa nekatere vrste nudijo tudi druge možnosti zaščite (npr. podnapetostna zaščita, zemeljski stik), ki se dostikrat zagotovijo z namestitvijo dodatnih modulov. Ker zaradi višjih nazivnih tokov zahtevajo močnejše sile za stisk kontaktov, so največji kompaktni odklopniki opremljeni tudi z ločenim mehanizmom (na ročni ali motorni pogon) za napenjanje pogona kontaktov in vklop. S to vrsto mehanizma je možno trenutek vklopa definirati zelo natančno, zato so uporabni tudi za namene sinhronizacije.

Standardi, ki urejajo lastnosti in delovanje nizkonapetostnih odklopnikov, so IEC/EN 60947-2 (za nizkonapetostne industrijske odklopnike) in IEC/EN 60898 (za miniaturne odklopnike v gospodinjstvih).

### Srednjenapetostni odklopniki
Srednjenapetostni odklopniki so namenjeni za napetosti med 1 in 35 kV. V tem območju so zračni odklopniki primerni za nižje napetosti, bolj pogosti pa so oljni, vakuumski ali SF6-odklopniki (GIS). Ti odklopniki za izklop ob napaki ne uporabljajo vgrajenih sprožnikov, temveč so slednji nejvečkrat nameščeni ločeno. Nastavitvenih parametrov (prožilni tokovi, zakasnilni časi,...) je precej in se dajo nastavljati v širokem obsegu. Pogon teh odklopnikov je izveden izključno preko ločenega sistema za napenjanje mehanizma.

### Visokonapetostni odklopniki
Visokonapetostni odklopniki se uporabljajo za napetosti nad 35 kV in so namenjeni zaščiti velikih električnih daljnovodov. Izvedbe in lastnosti so podobni, kot pri srednjenapetostnih odklopnikih, zaradi velikosti pa so večinoma namenjeni montaži na prostem.